# Жуков, Артём Валерьевич
Артём Валерьевич Жуков (род. 14 августа 2002, Санкт-Петербург) — российский хоккеист, защитник.

## Биография
Занимался в хоккейный школах СДЮСШОР-1 СПб (2010—2011), «Бульдоги» СПб (2011—2016), «Орбита» Зеленоград (2016—2018), «Крылья Советов» (2018—2019), «Академия Петрова» Красногорск (2019—2020). В 2020 году был взят на просмотр в «Сибирь», в сезонах 2020/21 — 2022/23 играл в команде МХЛ «Сибирские снайперы». С сезона 2023/24 стал выступать в КХЛ.

## Достижения
- Обладатель Кубка Вызова (2022)
- Участник Матча звёзд КХЛ (2022)
- Лучший защитник МХЛ (2022/2023)[1]

## Статистика выступлений
| Легенда | Легенда                    | Легенда | Легенда                   | Легенда | Легенда    |
| ------- | -------------------------- | ------- | ------------------------- | ------- | ---------- |
| И       | Количество проведённых игр | Штр     | Штрафное время            | +/−     | Плюс-минус |
| Г       | Голы                       | П       | Голевые передачи          | О       | Очки       |
| -       | Статистика неизвестна      | —       | Статистика не учитывалась |         |            |